# 圣米格尔-迪帕雷迪什
圣米格尔-迪帕雷迪什是葡萄牙波尔图区的一个堂区。总面积1.1平方公里，总人口1227人，人口密度1115.5人/平方公里。